# Zero (canción de Imagine Dragons)
«Zero» (en español: «Cero») es una canción de la banda estadounidense de pop rock Imagine Dragons, lanzada el 19 de septiembre de 2018 por KIDinaKORNER, Interscope Records y Walt Disney Records como el sencillo principal para la banda sonora de la película animada de Disney Ralph Breaks the Internet, y como el segundo sencillo del cuarto álbum de estudio de la banda, «Origins». Fue escrita por los intérpretes y el productor John Hill.

## Composición
Dan Reynolds, el líder de la banda, dijo que «[la] canción habla de la lucha del personaje principal por la autoaceptación», con lo concordó, mientras que el codirector de la película, Rich Moore, calificó la canción como «una elección audaz para una canción de los créditos finales, porque se trata de alguien que se siente como un cero, alguien que no siempre se ha sentido digno, alguien que ha permitido que todo su sentido de sí mismo se base en una sola amistad». Phil Johnston, coguionista y codirector de la película, dijo que la inseguridad de Ralph es un sentimiento con el que todos pueden identificarse, «pero la canción nos dice que no estamos solos. Clavaron el tema de la película de una manera que también quieres bailar».

## Video musical
El 23 de octubre de 2018 se lanzó un video musical de la canción. El cual tiene lugar en una sala de juegos y promueve la película animada de Disney Ralph Breaks the Internet.

## Presentaciones en vivo
«Zero» se presentó en vivo por primera vez en el iHeartRadio Music Festival el 22 de septiembre de 2018, junto al sencillo principal de «Origins»: «Natural». También fue interpretado en el show Jimmy Kimmel Live! el 5 de noviembre de 2018, así como en el Cosmopolitan en Las Vegas el 7 de noviembre, junto a los demás sencillos promocionales del álbum: «Natural», «Machine» y «Bad Liar».

## Recepción

### Crítica
Markos Papadatos de Digital Journal declaró que la canción «Vale más que una simple mirada pasajera, y cosecha dos pulgares arriba».

## Lista de canciones
| Zero (From the Original Motion Picture "Ralph Breaks The Internet"): Descarga digital |                                                                       |                 |          |  |
| N.º                                                                                   | Título                                                                | Artista(s)      | Duración |  |
| 1.                                                                                    | «Zero» (From the Original Motion Picture "Ralph Breaks The Internet") | Imagine Dragons | 3:31     |  |

## Créditos
Adaptado del booklet de «Origins».
Zero
- Escrito por Dan Reynolds, Wayne Sermon, Ben McKee, Daniel Platzman, John Hill.
- Publicado por Wonderland Music Company, Inc.
- Producido por John Hill.
- Grabado en “Rodeo Recording” (Santa Mónica, California) y “Ragged Insomnia Studio” (Las Vegas, Nevada).
- Ingeniería por Rob Cohen.
- Mezclado por Serban Ghenea.
- Ingeniería de Mezcla por John Hanes.
- Mezclado en “MixStar Studios” (Virginia Beach, VA).
- Masterizado por Randy Merrill en “Sterling Sound” (Nueva York).

As featured in Walt Disney Pictures “Ralph Breaks the Internet”
℗ 2018 Walt Disney Records
Imagine Dragons
- Dan Reynolds: Voz.
- Wayne Sermon: Guitarra.
- Ben McKee: Bajo.
- Daniel Platzman: Batería.

## Listas de Popularidad
| País            | Lista (2019)             | Mejor posición |
| --------------- | ------------------------ | -------------- |
| Bélgica         | Ultratip Flanders        | 1              |
| República Checa | Rádio Top 100            | 99             |
| Hungría         | Rádiós Top 40            | 33             |
| Hungría         | Stream Top 40            | 18             |
| Italia          | FIMI                     | 24             |
| Eslovaquia      | Rádio Top 100            | 72             |
| Suecia          | Sverigetopplistan        | 92             |
| Suiza           | Schweizer Hitparade      | 76             |
| Estados Unidos  | Billboard Hot Rock Songs | 76             |

## Certificaciones
| Italia | FIMI | Platino | 50 000 |  | [ 19 ] |

## Historial de lanzamientos
| Región | Fecha                    | Formato                | Discográfica                                        | Ref.   |
| ------ | ------------------------ | ---------------------- | --------------------------------------------------- | ------ |
| Varios | 19 de septiembre de 2018 | Descarga digital       | KIDinaKORNER Interscope Records Walt Disney Records | [ 20 ] |
| Italia | 21 de septiembre de 2018 | Contemporary hit radio | KIDinaKORNER Interscope Records Walt Disney Records | [ 21 ] |